# Solopetje
Solopetje je izraz, s katerim v vokalni glasbi imenujemo izvajalski način petja in se uporablja predvsem v šolstvu.
Razlog za uporabo tega izraza je tudi zaradi mnogih pevskih načinov in zvrsti, npr. petje v pevskem zboru, šansonsko in zabavno-glasbeno, rockersko petje, koralno petje, metalsko »lajanje« itd. Izobraženi solopevec bo večinoma izvajal dela klasične glasbe, pel v operi ali kot solist.
Šola solopetja obsega vokalno tehniko pravilnega petja (s prepono) in dihanja, pravilne telesne drže, uporabe akustičnih delov telesa (nosna votlina), minimalnega naprezanja glasilk, spoznavajne sposobnosti svojega glasu (razpon, barvo) itd. Za razliko od instrumentalnega glasbenega izobraževanja, kjer so za začetek študija zaželena že zgodnja otroška leta, se študij solopetja začne šele po dokončani mutaciji glasu. Tako začenjajo s tem študijem večinoma pevsko nadarjeni glasbeniki z močnim in čistim glasom, ki že imajo vsaj osnovno glasbeno izobrazbo in so tako sposobni brati note.
Profesionalne pevce resne glasbe večinoma nazivamo z izrazi tenorist, sopranistka, basist, altistka, itd., in manjkrat z izrazom solopevec, v praksi klasične glasbe pa delamo razlike še med koncertnimi, opernimi in zborovskimi pevci.